# Deutsche Wertarbeit
Deutsche Wertarbeit ist ein auf technische Eigenschaften bezogenes Stereotyp. In dieser Hinsicht wird Wertarbeit als ein Merkmal verstanden, das deutschen Produkten und Dienstleistungen im Ausland zugeschrieben wird. Es enthält Bedeutungen wie Zuverlässigkeit, Funktionalität, Wertbeständigkeit, Know-how, Erfindergeist und Innovation. Im Nationalsozialismus war die deutsche Wertarbeit vielfach ein politisches Bekenntnis. Im Ausland hat sie wieder ein gutes Image, auf dem die deutsche Exportwirtschaft aufbaut. Die Herkunftsbezeichnung Made in Germany kann als Garant für deutsche Wertarbeit betrachtet werden.

## Prägung des Begriffs

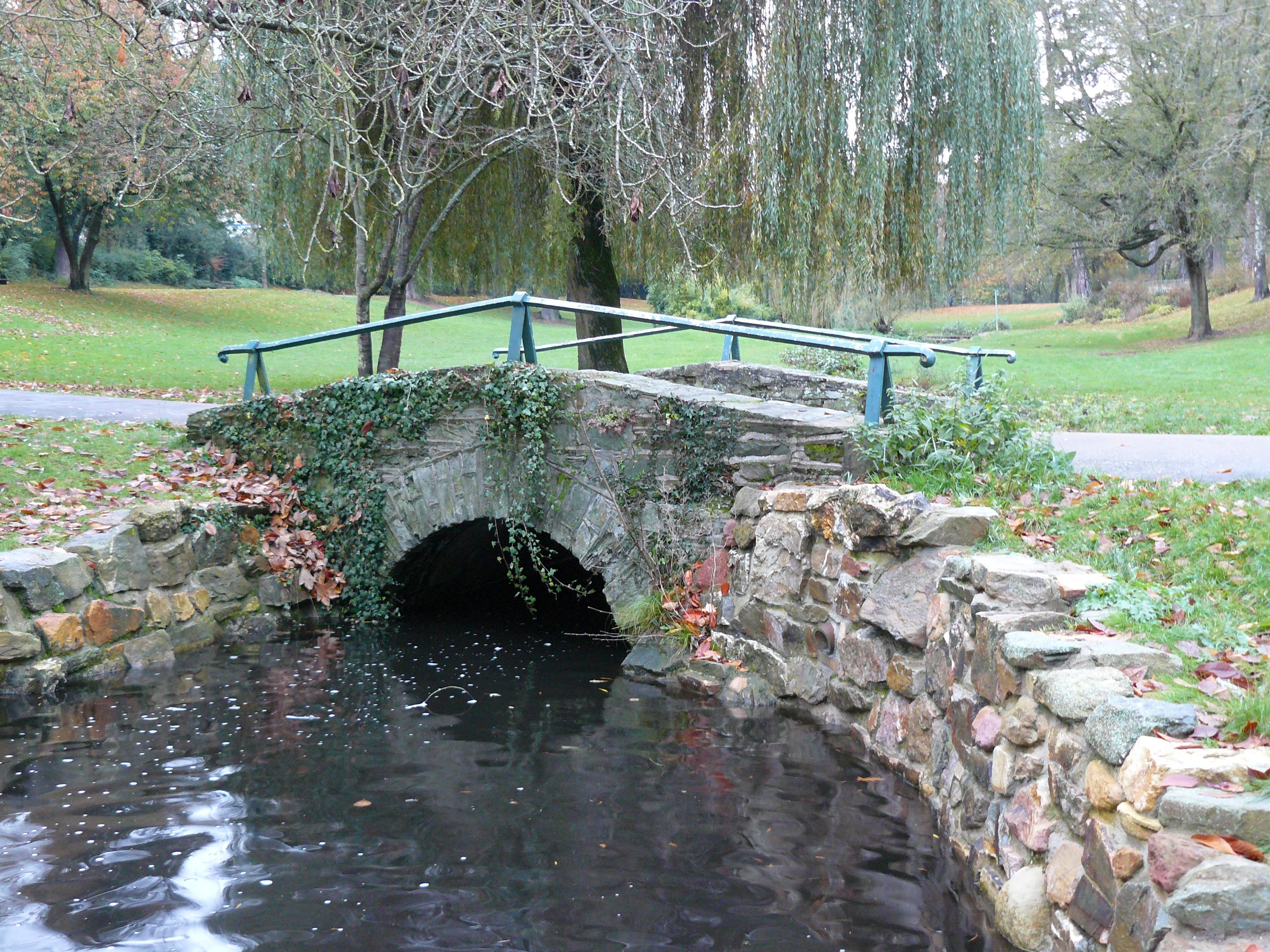
Im Sinne des Deutschen Werkbundes 1909 errichtet.

Der 1907 als wirtschaftskulturelle Vereinigung von Künstlern, Architekten, Unternehmern und Sachverständigen gegründete Deutsche Werkbund verfolgte in den ersten Jahren seines Bestehens das Ziel, den zunehmend industriell gefertigten Massenprodukten des täglichen Bedarfs ein Design zu geben, das in seiner Ästhetik sowohl handwerklichen als auch kunsthandwerklichen Qualitätsansprüchen gerecht wird. 1912 gründete der Dürerbund unter maßgeblicher Beteiligung von Ferdinand Avenarius in Dresden-Hellerau die Gemeinnützige Vertriebsstelle für deutsche Qualitätsarbeit, die sich im Sinne einer Verbraucherschutzorganisation um die Einhaltung von Qualitätsansprüchen bei Hausgeräten bemühte. 1914 wurde dieser Institution die Dürerbund-Werkbund-Genossenschaft angegliedert, die als Einkaufsgenossenschaft die Verbreitung von Qualitätswaren Made in Germany organisierte. Die Genossenschaft gab 1915 das Deutsche Warenbuch mit Qualitätsbewertungen für Industrieerzeugnisse heraus. In der Designgeschichte wird diese zeitgenössische Strömung, die sich an das Arts and Crafts Movement anlehnte, als Werkstättenbewegung bezeichnet. Bei der Kölner Werkbundausstellung 1914 wurde der Begriff Deutsche Wertarbeit geprägt, der als Gütesiegel konzipiert war.
Zu dieser Zeit war Gediegenheit ein wichtiges Verkaufsargument. Nach den Vorstellungen des 1902 gegründeten Dürerbundes sollten sich „in den vorbildlichen Gebrauchsgeräten bürgerlich-moralische Charaktereigenschaften des Echten, des Einfachen und Wahrhaftigen, des Volkstümlichen und Bodenständigen, des Wohlfeilen und Dauerhaften manifestieren. Das ging weit über eine ästhetische Geschmacksbildung hinaus und zielte auf volkspädagogische Erziehungsarbeit“.

## Deutsche Wertarbeit im Nationalsozialismus
Zu Beginn des Nationalsozialismus war zu beobachten, wie Marketingkommunikation und politische Propaganda miteinander verschmolzen. Im Mai 1933 schrieb der Berliner Zigarrenhersteller Josetti in einer Zeitungsanzeige: „Die Losung von heute heißt: auf allen Gebieten beste deutsche Wertarbeit zu schaffen“. Das Unternehmen verwendete ein Signet, das aus dem in Fraktur gesetzten Schriftzug Deutsche Wertarbeit besteht. Die grafische Gestaltung der Annonce enthielt nationalistische Motive. Der Werbetext hatte eine klare politische Überzeugung: „Die Josetti-Werke betrachten es als ihre vornehmste Pflicht, diese Aufgabe voll zu erfüllen“. Andere Unternehmen bedienten sich in ihrer Werbung ebenfalls entsprechender Symbole. Die Form, Zeitschrift für gestaltende Arbeit, schrieb 1934 unter der Überschrift Die große Aufgabe des Werkbundes: „wollen der ganzen Welt ein Vorbild werden, ein Vorbild, das sich aus jedem Werkstück, jedem Bau, jedem Plakat, jeder Schrift, mit einem Wort, aus jedem Formbild sichtbar widerspiegelt durch die deutsche Wertarbeit“. Selbst die Kindergartenpädagogik des Deutschen Reiches (1933–1945) gab dem Begriff der deutschen Wertarbeit eine nationalistische Bedeutung: Ein Junge aus einem deutschen Kindergarten im Ausland hoffte darauf, noch ein deutscher Mann werden zu können und fragte, „ob sein sauber gefaltetes Schiffchen auch deutsche Wertarbeit sei“.

## Deutsche Wertarbeit in der Bundesrepublik Deutschland

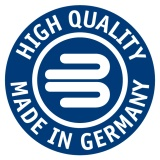
Symbol für deutsche Wertarbeit Made in Germany

Nach dem Zweiten Weltkrieg appellierte Bundeskanzler Konrad Adenauer an die heimische Wirtschaft: „Die deutsche Wertarbeit und das Wort Made in Germany müssen in der Welt wieder den alten guten Klang erhalten. Die Güte der deutschen Arbeit ist unsere Zukunft“. 1952 wurde die Zentralstelle zur Förderung deutscher Wertarbeit in Hannover gegründet, die 1953 die Sonderschau formgerechter Industrieerzeugnisse auf der Hannover Messe durchführte. In den folgenden Jahren ist sie als e. Ständige Musterschau deutscher Wertarbeit fortgeführt worden.  Aus der Zentralstelle ist das iF Industrie Forum Design hervorgegangen. Später schränkte der Nachfolger Konrad Adenauers im Amt des Bundeskanzlers, Ludwig Erhard, ein: „Der Begriff Deutsche Wertarbeit (gilt) keineswegs mehr unangefochten. Der Wille zur Qualität hat spürbar gelitten“. Nach Konrad Adenauers Regierungserklärung vom 9. Oktober 1962 errichtete die Bundesrepublik Deutschland im Dezember 1964 die Stiftung Warentest mit dem Ziel, das Preisbewusstsein und die Einflussmöglichkeiten der Verbraucher auf das Marktgeschehen zu verbessern.

## Folgen der Globalisierung
Die Erfolge der deutschen Exportwirtschaft basieren auf dem Image, das deutsche Wertarbeit im Ausland hat. Dies gilt beispielsweise für die Branchen Autobau, Maschinenbau und Medizintechnik. Im Zeitalter der Globalisierung geriet der Begriff Deutsche Wertarbeit in die Diskussion. Der Erfolg deutscher Produkte im Ausland hänge nicht alleine von der Qualitätsanmutung ab, sondern ebenso vom Preis. Die Wettbewerbsfähigkeit deutscher Unternehmen werde von ihren internationalen Zulieferern beeinflusst. Inzwischen komme „deutsche Wertarbeit“ aus der ganzen Welt. Außerdem verlagerten deutsche Großunternehmen Produktionsstätten zunehmend ins Ausland. Die dort hergestellten Produkte gelten als deutsche Wertarbeit, wenn sie in Deutschland entwickelt wurden oder ihr Design von dort stammt. Gemäß einer engeren Auslegung müsse wenigstens die Hälfte der Wertschöpfung in Deutschland erfolgen, um das Gütesiegel Made in Germany zu erhalten.

## Stereotyp in der Werbung
In romanischen Ländern verwenden Werbetreibende gerne das Stereotyp der deutschen Wertarbeit, die auf einem weiteren Stereotypen, dem des hart und sorgfältig arbeitenden Deutschen basiert. Entsprechende Werbestrategien spielen mit dem Fremden, dem Anderen. Vorgefertigte Bilder und Vorstellungen, die es im Ausland von deutschen Erzeugnissen gibt, sollen durch Werbespots verstärkt werden. Stereotypen sind hilfreich, wenn Werbebotschaften in kürzester Zeit transportiert werden müssen, wie in der Fernsehwerbung. Deutsche Wertarbeit ist ein im kollektiven Wissen der Konsumenten gespeichertes Muster, an das die Werbung anknüpfen kann. Durch diesen Rückgriff auf das allgemein Bekannte wird die Glaubwürdigkeit erhöht. In den romanischen Ländern ist das deutsche Lebensgefühl nicht werbewirksam. „Das einzige positive Stereotyp, das sich nach wie vor finden lässt, ist jenes der deutschen Wertarbeit, des made in Germany als Argument für Zuverlässigkeit und Qualität“. Als Klischee ist die deutsche Wertarbeit ansonsten im Sport bekannt, besonders im Fußball.

## Imagetransfer auf Pseudomarken
Deutsche Wertarbeit genießt weltweit einen Vertrauensvorschuss. Ähnlich wie in den 1980er-Jahren deutsche Unternehmen sich mit amerikanisch klingenden Produktnamen schmückten, nutzen Marketingstrategen dieses Image seit Jahren auf ausländischen Märkten aus, indem sie Produkte mit deutsch klingenden Marken anbieten, ohne das mit deutscher Wertarbeit verbundene Qualitätsversprechen zu erfüllen. Russische Unternehmen vertreiben Kühlschränke unter der Pseudomarke Kaiser oder Schreibwaren von Erich Krause. In Moskau gibt es eine Schuhkette mit 28 Geschäften, die unter Thomas Münz firmieren. Desgleichen werden auf Küchenutensilien aus chinesischer Produktion im Ausland gerne deutsche Fahnen gedruckt und Markennamen wie Grunhof oder Bekker verwendet.